# James Miller (cineasta)
James Henry Dominic Miller (18 de diciembre de 1968 - 2 de mayo de 2003) fue un cámara, productor y director de cine galés galardonado con numerosos premios, incluidos cinco Premios Emmy. Fue asesinado por el ejército israelí mientras grababa un documental en la Franja de Gaza.
Miller trabajó con regularidad con Saira Shah durante muchos años y juntos formaron una sociedad empresarial para gestionar una compañía de producción independiente llamada Frostbite Productions en 2001.
La investigación de la Policía Militar de Israel sobre la muerte de Miller se cerró el 9 de marzo de 2005 con el anuncio de que el soldado que le disparó no sería procesado dado que no podía establecerse que su disparo fuese el causante de la muerte de Miller, si bien se anunció que sería disciplinado por violar las reglas de enfrentamiento y por cambiar su versión de los hechos. El 6 de abril de 2006, el jurado de la investigación forense realizada en un juzgado de Londres emitió un veredicto de homicidio y afirmó que Miller había sido "asesinado". Expertos forenses de la Policía Metropolitana de Londres concluyeron que las balas encontradas en el cuerpo de Miller eran compatibles con las utilizadas por el ejército israelí. En junio de 2007, después de una serie de reuniones con la familia de Miller, el fiscal general de Inglaterra y Gales, Lord Goldsmith, envió una petición formal a su homólogo israelí para solicitar el procesamiento en un plazo de seis semanas del soldado responsable del disparo que mató a Miller. Las peticiones fueron ignoradas por el gobierno israelí y el procesamiento nunca tuvo lugar, aunque Israel acordó el pago de 1,75 millones de libras esterlinas a la familia de Miller a cambio de que el gobierno británico cerrase el caso y no reclamase la extradición de los soldados israelíes implicados en el asesinato del periodista.

## Infancia y familia
James Miller nació en Haverfordwest, Pembrokeshire (Gales) y era el hijo menor de Geoffrey Miller, un oficial del ejército que llegaría al rango de coronel, y de su mujer, Eileen, directora de un colegio. Se crio en West Country, aunque entre los seis y los ocho años vivió en las Hébridas Exteriores, lugar al que su padre había sido destinado. Fue educado en la religión católica, una confesión que mantuvo durante toda su vida. Fue a la escuela en Downside y más tarde a la Universidad de las Artes de Londres, donde en pocas semanas sus tutores le ascendieron al curso de posgrado en fotoperiodismo. Trabajó como fotógrafo antes de dedicarse a la televisión.
En 1997 se casó con Sophy Warren-Knott, con quien tuvo un hijo, Alexander, y una hija, Charlotte.

## Carrera profesional
Miller empezó su vida profesional como operador de cámara autónomo y en 1995 se unió al colectivo Frontline News como operador de cámara, productor y director. Informó desde Argelia durante la guerra civil argelina y realizó reportajes de gran parte de los más importantes conflictos del mundo desde 1995. Trabajó para la CNN y para los principales canales de televisión del Reino Unido.
En 1999 grabó su primera película para Hardcash Productions, Prime Suspects (Sospechosos Principales), sobre una masacre en Kosovo para el programa del Canal 4 Dispatches. Esta película ganó el premio en la categoría de Asuntos Internacionales Actuales de la Royal Television Society (RTS) en 1999. Casi cada película que realizó para Hardcash Productions ganó importantes premios. A Prime Suspects le siguieron Dying for the President (Morir por el Presidente), que trataba sobre la segunda guerra chechena, y Children of the Secret State (Niños del Estado Secreto), que hablaba de Corea, ambos para Dispatches.
Miller se asoció profesionalmente con la reportera televisiva Saira Shah para hacer Beneath the Veil (Detrás del Velo), que trataba sobre la vida de las mujeres en el Afganistán dirigido por los talibanes. Esta película, que se emitió tanto en Dispatches como en la CNN, consiguió emular el éxito de Prime Suspects ganando otra vez el premio en la categoría de Asuntos Internacionales Actuales de la Royal Television Society (RTS). Además, consiguió también un Premio Emmy, un premio BAFTA y el premio de "Programa del Año" de la RTS. Además, Miller ganó el premio de Artesanía y Diseño de la RTS por su excepcional fotografía. La segunda película de Miller y Shah, Unholy War (Guerra Impía), grabada en el cénit de la Guerra de Afganistán en 2001, le valió a Miller su primer Emmy como director y también, junto con Beneath the Veil, el prestigioso premio Peabody. Miller y Shah estuvieron cerca de morir por hipotermia mientras cruzaban el Hindú Kush durante la realización de esta película. Después de esta experiencia, Miller y Shah crearon una productora de cine independiente en 2001 a la que llamaron Frostbite Productions (Congelamiento Producciones).
En el momento de la muerte de Miller, Shah y él estaban trabajando en un documental para la cadena estadounidense HBO. La película resultante, Death in Gaza (Muerte en Gaza), se estrenó en 2004 y ganó tres premios Emmy y un BAFTA en 2005. Por Death in Gaza, Miller recibió también en 2004, a título póstumo, el premio Rory Peck, del que había sido finalista en las tres ediciones anteriores.
Tras la muerte de Miller, su amigo Fergal Keane escribió: "James Miller era uno de los mejores talentos periodísticos que he conocido en mi vida. Si hubiese seguido vivo, se le habría acabado reconociendo sin duda como uno de los más grandes creadores de documentales de su generación. De hecho, deja un legado periodístico de un valor inmenso."

## Muerte
El documental que Miller estaba grabando el día de su muerte (Death in Gaza, estrenado por HBO en 2004) muestra a Miller y sus compañeros saliendo de noche de la casa de una familia palestina del campamento de refugiados de Rafah, portando una bandera blanca y dirigiéndose hacia dos transportes blindados del ejército israelí controlados por nueve soldados del Batallón de Reconocimiento del Desierto, una unidad de beduinos árabe-israelíes. Tan solo habían caminado unos 20 metros desde la puerta de la casa cuando sonó el primer disparo. Durante 13 segundos solo hubo un silencio roto por los gritos de Shah, que exclamaba "¡somos periodistas británicos!". Entonces llegó un segundo disparo que impactó frontalmente en el cuello de Miller y lo mató. El soldado que lo mató sería posteriormente identificado como el primer teniente Hib al-Heib. Según un experto forense, el disparo que causó la muerte de Miller se realizó a menos de 200 metros de distancia. Inmediatamente después del tiroteo, el ejército israelí declaró que Miller había muerto por un disparo en la espalda cuando se encontraba en medio de fuego cruzado. Luego tendría que retractarse de esta afirmación. Según diversos testigos, no había ningún tipo de fuego cruzado, que tampoco se oye en la grabación del documental que Miller estaba grabando para Associated Press.
Un portavoz del ejército israelí realizó la siguiente declaración después de la muerte de Miller: "El ejército israelí expresa su pesar por la muerte del operador de cámara que se adentró en una zona de combate. Los operadores de cámara que se adentran deliberadamente en una zona de combate se ponen en riesgo tanto a sí mismos como a las tropas y corren claramente el riesgo de verse atrapados por el fuego cruzado." Otro portavoz del ejército israelí declaró que la muerte de Miller había sucedido durante "una operación que tiene lugar de noche, en la que las fuerzas [israelíes] estaban bajo fuego y en el que las fuerzas devolvieron el fuego con armas ligeras."
El capitán Jacob Dallal, también portavoz del ejército israelí, declaró que "nuestras fuerzas encontraron un túnel en la casa en cuestión y entonces les dispararon un misil antitanque. Dispararon en dirección al origen del ataque (...) James Miller fue, según parece, abatido durante este intercambio de disparos. El ejército israelí expresa su pesar por la muerte de un civil, pero se tiene que enfatizar que un operador de cámara que se adentra deliberadamente en una zona de combate, especialmente de noche, se está poniendo en peligro."

## Tras su muerte
El 9 de marzo de 2005, el ejército israelí cerró el caso de Miller y anunció que el soldado supuestamente responsable de los disparos no sería procesado. El Abogado General del Ejército, Avichai Mandelblit, dictaminó que no había pruebas suficientes para llevar a cabo el procesamiento. El ejército afirmó que la Policía Militar había investigado el incidente con extremo cuidado pero que había sido incapaz de establecer la culpabilidad del soldado. Una nota de prensa explicaba que "los hallazgos de la policía militar muestran que un teniente de las Fuerzas de Defensa de Israel, el oficial al mando de la fuerza del ejército israelí en el lugar, presuntamente disparó su arma en violación de las reglas de enfrentamiento del ejército israelí". "Sin embargo, no es legalmente posible conectar ese disparo con el impacto recibido por Mr. Miller." El ejército declaró que el soldado sería disciplinado por violar las reglas de enfrentamiento y por cambiar su versión de los hechos, pero no dio más detalles. Heib asistió a una audiencia disciplinaria ante el Brigadier General Guy Tzur, jefe del ejército israelí en el Mando Sur. Fue declarado inocente de todos los cargos, incluso aunque el Abogado General del Ejército había aconsejado que se le disciplinara por violar las reglas de enfrentamiento, por uso ilegal de un arma y por mala conducta durante la investigación. Aunque los fiscales del ejército apelaron la absolución, esta fue ratificada en una segunda audiencia. Heib fue ascendido de teniente primero a capitán.
La familia de Miller expresó su decepción por esta decisión. Su viuda Sophy dijo: "No se puede expresar la indignación que sentimos cuando, después de haber esperado dos años y y de haber depositado nuestra fe en un sistema que ahora no ha cumplido las expectativas, todavía nos encontremos con fiscales que sospechen y que sigan sospechando de un oficial al mando, y que solo le imponen medidas disciplinarias debido a un proceso defectuoso desde el principio. La verdad saldrá a la luz y esperamos que el sistema judicial israelí ejerza la justicia. Esta investigación no le vale al ejército israelí, a los ciudadanos israelíes decentes, a nosotros, a su familia, ni, sobre todo, a James."
La ministra de Estado para Oriente Medio británica, la baronesa Symons, se confesó "consternada" por la decisión. "Empatizo profundamente con la familia de James, quienes han trabajado tan duramente para conseguir justicia para James. El gobierno británico continuará sacando el tema de James al gobierno de Israel."
La Policía Metropolitana de Londres abrió una investigación sobre la muerte de Miller dirigida por el detective Rob Anderson. Anderson admitiría más tarde ante el juez que su investigación se vio dificultada por la negativa de Israel a cooperar. Israel denegó acceso tanto a Israel como a la Franja de Gaza a los agentes de la Policía Metropolitana de Londres, quienes no pudieron visitar el lugar del crimen ni entrevistar a soldados y testigos del asesinato. El gobierno israelí también se negó a entregar documentos vitales para la investigación. Basándose en las pruebas disponibles para los investigadores, Anderson concluyó que Miller sólo podría haber muerto por disparos de soldados israelíes.

### Acciones legales contra el gobierno israelí
El 2 de mayo de 2005, en el segundo aniversario de la muerte de Miller, su familia anunció un pleito contra el gobierno israelí. La familia acusaba al ejército israelí de no actuar con una precaución razonable cuando las tropas abrieron fuego contra Miller, quien portaba una bandera blanca. La viuda de Miller, Sophy, declaró que la familia estaba decidida a buscar justicia y a poner punto final a la "cultura de la impunidad" del ejército israelí". "Nuestra esperanza es que, además de obtener justicia por la muerte de James, una demanda exitosa por la vía civil ayudará de alguna manera a cambiar esto y, al conseguirlo, puede que haga que los soldados israelíes se lo piensen dos veces antes de disparar a civiles inocentes" declaró a The Guardian.
Unos dos años más tarde, el 5 de agosto de 2007, el abogado de la familia, Michael Sfard, declaró que "la familia exige justicia, tanto criminal como civil. Merecen que el hombre que disparó sin motivos a la persona que amaban sea imputado y reciba lo que merece. Como dejó una viuda y dos niños, merecen ser compensados por el Estado de Israel. Esto es algo que los escalafones políticos y militares han prometido una y otra vez, pero que no han cumplido hasta ahora."
El 1 de febrero de 2009 se informó de que la familia de James Miller había aceptado una compensación de 1,5 millones de libras por parte del Estado de Israel. En una declaración, la familia no confirmó la cantidad recibida pero dijo que era "probablemente lo más cerca que estaremos de una admisión de culpabilidad por parte de los israelíes".

## Investigación forense
El 3 de abril de 2006 dio comienzo una investigación forense sobre la muerte de Miller en el Tribunal Forense de St Pancras, en Londres.
Cuando fue a dar testimonio para la investigación, la mujer de Miller, Sophy, nombró al Primer Teniente Heib del Batallón Beduino de Reconocimiento del Desierto como el soldado israelí que disparó a su marido, puesto que estaba al mando de su unidad en el momento en el que se produjo su asesinato, el 2 de mayo de 2003. Declaró que el ejército israelí había entregado información engañosa desde el mismo momento en el que su marido fue asesinado, así como que el teniente Heib había aportado seis testimonios distintos y todos ellos contradictorios.
Se mostraron las imágenes de la muerte de Miller a un soldado israelí sin identificar, quien afirmó que los miembros del ejército israelí no deberían disparar a menos que se sientan amenazados. Este soldado declaró que: "no hay ninguna posibilidad de que fuese un accidente –el soldado le podía ver con claridad, era un disparo perfecto. No sé qué decir, parece un asesinato, parece que quería matarlo."
El tribunal también escuchó que una autopsia demostraba que Miller había muerto de un "clásico disparo de francotirador", y que la bala era compatible con las utilizadas por el ejército israelí. El detective independiente Chris Cobb-Smith, que había servido anteriormente en el ejército británico y que había trabajado en Irak como inspector de la Comisión Especial de las Naciones Unidas, declaró que era imposible que el soldado hubiese disparado a Miller por accidente. También declaró ante el tribunal que "sin el menor atisbo de duda, fue un asesinato premeditado y a sangre fría", tras lo que añadió que "estos disparos no fueron realizados por un soldado asustado, no fueron realizados por un soldado que se enfrentaba a un tiroteo –fueron disparos deliberados, calculados, tranquilos y bien apuntados (...) Es el caso de un soldado apuntando y disparando intencionadamente. No tenía que haber disparado siquiera cerca de un edificio iluminado, ni cerca de donde se encontraban mujeres, niños o periodistas extranjeros".
Daniel Edge, ayudante de producción de Miller que escapó por poco de los disparos que mataron a este, declaró que los soldados israelíes le habían presionado para que declarase que el disparo había sido realizado por palestinos. En la investigación también declaró: "intentaron que dijese yo mismo la frase 'a James le podría haber disparado un palestino', pero me negué a hacerlo."
El 6 de abril de 2006, el jurado hizo público su veredicto de "homicidio", dictaminando que Miller había sido "asesinado". La familia de Miller pidió al gobierno británico que se asegurase de que su asesino era enjuiciado y acusó a las autoridades israelíes de "un fracaso miserable a la hora de respetar los estándares más fundamentales e inequívocos del derecho humanitario internacional y de los derechos humanos."

## Petición de procesamiento
En junio de 2007, Lord Goldsmith, el entonces fiscal general saliente de Inglaterra y Gales, envió una solicitud formal a su homólogo israelí, el fiscal general Menachem Mazuz, para que se iniciase un procedimiento legal en un plazo de seis semanas con el fin de enjuiciar al responsable del asesinato. Esta solicitud incluía un nuevo análisis de las pruebas de audio que confirmaban que el disparo que mató a Miller había sido disparado desde un vehículo blindado israelí. La solicitud estipilaba que, en el caso de que Israel no respondiese en el plazo de seis semanas, las autoridades británicas considerarían el enjuiciamiento del capitán al-Heib en el Reino Unido.
La hermana de Miller, Anne Waddington, fue entrevistada por la BBC en la mañana del 7 de agosto de 2007, el día que se cumplía la fecha límite de seis semanas establecida en la solicitud británica. Waddington declaró: "Desafortunadamente, hemos tenido cuatro años y medio extremadamente dolorosos en los que hemos experimentado las tácticas de los israelíes, que son maestros del retraso; siempre han tratado de obtener más tiempo, y siempre se han negado a cumplir con sus obligaciones". Poco después añadió que "los israelíes expusieron un montón de afirmaciones falsas y engañosas justo después de que mi hermano fuese asesinado, intentaron sugerir que había sido asesinado por un palestino que le disparó por la espalda durante un tiroteo, pero expusieron muchas, muchas mentiras e historias falsas, que por supuesto se han demostrado falsas no sólo en las imágenes de vídeo del propio asesinato, sino también a través de testimonios de testigos presenciales y otras pruebas adicionales que lo dejaron todo muy, muy claro en ese momento." Cuando le preguntaron si estaba usando la palabra "asesinato" de forma intencionada, Waddington respondió: "Sí y, por supuesto, el jurado de la investigación del año pasado demostró, y esto es algo muy poco común, que no se trataba solamente de un homicidio, sino que en realidad había sido un asesinato."

El 7 de agosto de 2007, Mazuz pidió más información sobre los nuevos análisis. Al conocer de esta respuesta, la familia de Miller emitió una nota de prensa:
Estamos muy contentos de que el General [sic] Mazuz haya respondido dentro del plazo máximo impuesto en la carta de Mr. Goldsmith. Esta información ha estado casi todo el tiempo en manos de los investigadores israelíes, durante más de cuatro años. Miramos al futuro con interés para ver si Israel buscará desacreditar la pericia del examen acústico de la Policía Metropolitana, o si quizá este será el primer paso importante por parte de Israel en la búsqueda de la justicia.
A petición de la familia de Miller, Lord Goldsmith acordó solicitar al Servicio de Procesamiento de la Corona británica que diese su opinión "sobre si hay suficientes pruebas para un procesamiento en el Reino Unido en el marco de los Convenios de Ginebra, en cuyo caso el gobierno del Reino Unido podría solicitar la extradición."
Finalmente, el gobierno israelí acordó el pago de 1,75 millones de libras esterlinas a la familia de Miller a cambio de que el gobierno británico cerrase el caso y no reclamase la extradición de los soldados israelíes implicados en el asesinato del periodista.

## Filmografía
- - Prime Suspects (1999)
  - Dying for the President (2000)
  - Children of the Secret State (2000)
  - Beneath the Veil (2001)
  - Unholy War (2001)
  - The Tramp and the Dictator (2002)
  - The Road from Rio (2002)
  - The Trade Trap (2002)
  - The Perfect Famine (2002)
  - Armenia: The Betrayed (2002)
  - Death in Gaza (2004)